# Fortidsminneforeningen

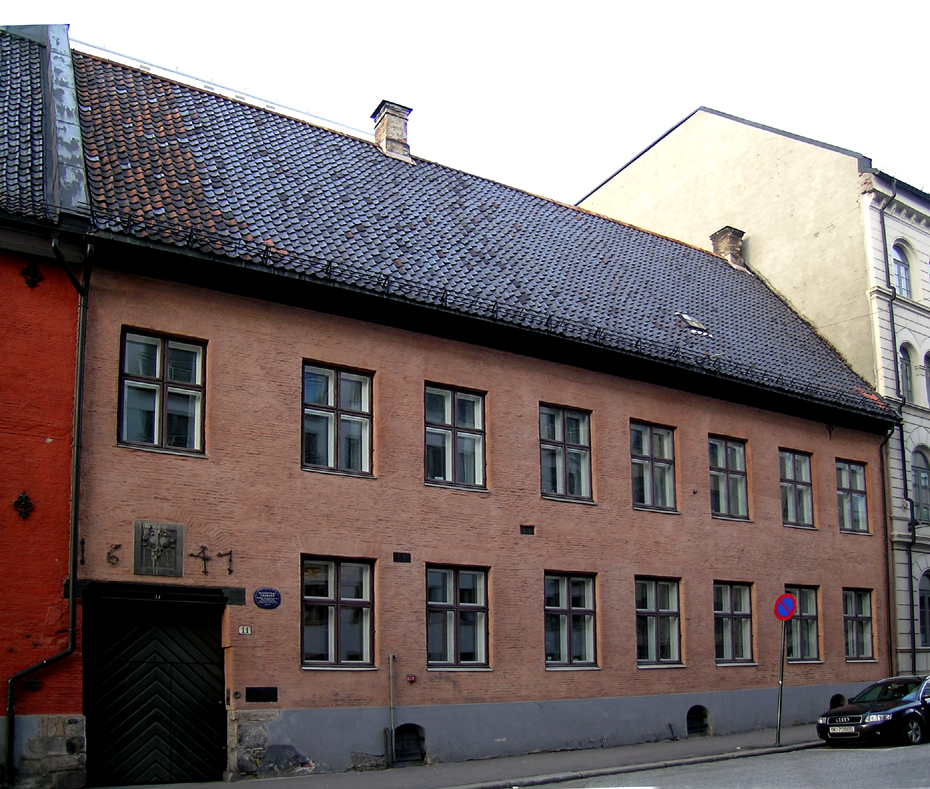
Hauptquartier in Oslo

Fortidsminneforeningen ist ein norwegischer Verein für den Erhalt kulturhistorischer Denkmäler. Der Verein hat seinen Sitz in Oslo und hat etwa 8000 Mitglieder.
Gegründet wurde er 1844 unter dem Namen Foreningen til norske Fortidsminnesmerkers Bevaring. Zu den Gründerväter gehörten die Maler Joachim Frich und Johan Christian Clausen Dahl sowie einige Historiker und Archäologen. Die Gesellschaft ist aus einer Bewegung hervorgegangen, die sich für den Erhalt der Stabkirchen einsetzte, die im 19. Jahrhundert zu verschwinden drohten. Der Grund für das Verschwinden war das Bevölkerungswachstum in vielen norwegische Gemeinden. So waren die meisten alten Stabkirchen für die Gemeinde zu klein geworden und mussten durch größere Neubauten ersetzt werden. Damit drohte in Norwegen ein 600-jähriger Kulturschatz zu verschwinden.
Vor der Vereinsgründung beschäftigten sich die Gründerväter zuerst mit der Translozierung der Stabkirche Wang, die 1841 vom preußischen König erworben und in Brückenberg bei Krummhübel in den Jahren 1842 bis 1844, heute Teil der polnischen Stadt Karpacz im Riesengebirge, wieder aufgebaut wurde. Nach dieser erfolgreichen Aktion folgte die Vereinsgründung. Dank dem Verein stehen heute noch 29 der heute insgesamt 30 erhaltenen Stabkirchen mit mittelalterlicher Bausubstanz weltweit. Er besitzt heute selbst vierzig Bauwerke wie die Stabkirchen Borgund, Hopperstad, Kaupanger, Kvernes, Nore, Rødven, Torpo, Uvdal und Urnes sowie andere Gebäude wie Kirchen in anderem Baustil, Kapellen, Klöster, die Villa Lysøen in Os (Hordaland) oder alte Wohnhäuser.